# Vaxholm, Lovisa
För andra betydelser, se Vaxholm (olika betydelser).
Vaxholm är en ö i Finland. Den ligger i Finska viken och i kommunen Lovisa i den ekonomiska regionen  Lovisa i landskapet Nyland, i den södra delen av landet. Ön ligger omkring 84 kilometer öster om Helsingfors.
Öns area är 0,5 hektar och dess största längd är 160 meter i sydöst-nordvästlig riktning.